# Dominique Tipper

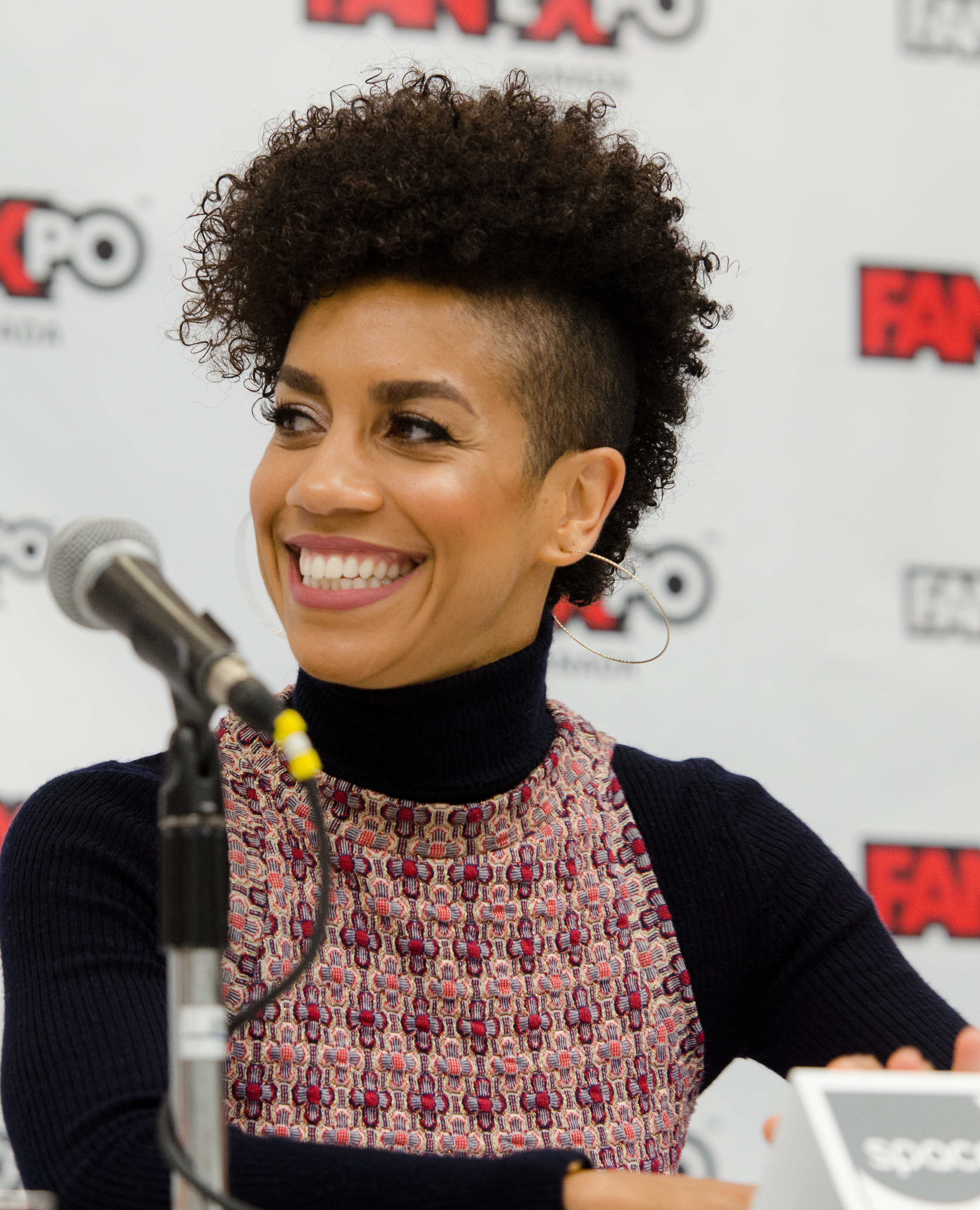
Dominique Tipper bei der Fan Expo 2017

Dominique Tipper (* 1985 in London) ist eine britische Schauspielerin.

## Leben
Tipper wurde im Osten Londons geboren. Sie ist halb britischer und halb dominikanischer Abstammung. Sie spielte im Stück 5,6,78 im Royal Court Theatre. Außerdem betätigte sie sich als Sängerin und Tänzerin.
Tipper hatte Rollen in den Filmen Fast Girls (2011), Vampire Academy (2014) sowie der Serie Death in Paradise. Sie wurde durch ihre Rolle als Naomi Nagata in The Expanse bekannt, die sie ab 2015 spielte.

## Filmografie (Auswahl)
- 2012: Fast Girls
- 2014: Vampire Academy
- 2014: Montana
- 2015–2022: The Expanse (Fernsehserie, 62 Episoden)
- 2015: Death in Paradise (Fernsehserie, Episode 4x06)
- 2015: MindGamers
- 2016: The Girl with All the Gifts
- 2016: Phantastische Tierwesen und wo sie zu finden sind (Fantastic Beasts and Where to Find Them)
- 2020: Monday – Die Liebe eines Sommers
- 2022: Hodejegerne  (Fernsehserie, 6 Episoden)
- 2023: One Ranger
- 2023–2024: Monarch: Legacy of Monsters (Fernsehserie, 2 Episoden)
- 2024: Testament – Die Geschichte von Moses (Testament: The Story of Moses, Fernsehserie, 3 Episoden)